# Landkreis Passau
Landkreis Passau – powiat w Niemczech, w kraju związkowym Bawaria, w rejencji Dolna Bawaria, w regionie Donau-Wald.
Siedzibą powiatu jest Pasawa.

## Podział administracyjny
W skład powiatu Pasawa wchodzą:
- cztery gminy miejskie (Stadt)
- 14 gmin targowych (Markt)
- 20 (pozostałych) gmin (Gemeinde)
- trzy wspólnoty administracyjne (Verwaltungsgemeinschaft)

Miasta:
| Lp. | Nazwa miasta            | Ludność (31.12.2011) | Powierzchnia km² |
| --- | ----------------------- | -------------------- | ---------------- |
| 1   | Bad Griesbach im Rottal | 8.410                | 70,20            |
| 2   | Hauzenberg              | 12.025               | 82,80            |
| 3   | Pocking                 | 14.937               | 68,80            |
| 4   | Vilshofen an der Donau  | 16.179               | 86,40            |

Gminy targowe:
| Lp. | Nazwa gminy targowej | Ludność (31.12.2011) | Powierzchnia km² |
| --- | -------------------- | -------------------- | ---------------- |
| 1   | Aidenbach            | 3.099                | 17,20            |
| 2   | Eging am See         | 4.041                | 23,70            |
| 3   | Fürstenzell          | 7.704                | 79,30            |
| 4   | Hofkirchen           | 3.597                | 32,70            |
| 5   | Hutthurm             | 5.900                | 37,20            |
| 6   | Kößlarn              | 1.904                | 25,50            |
| 7   | Obernzell            | 3.850                | 18,30            |
| 8   | Ortenburg            | 7.051                | 60,70            |
| 9   | Rotthalmünster       | 4.969                | 44,50            |
| 10  | Ruhstorf an der Rott | 7.081                | 51,40            |
| 11  | Tittling             | 3.699                | 20,80            |
| 12  | Untergriesbach       | 6.104                | 73,60            |
| 13  | Wegscheid            | 5.517                | 80,70            |
| 14  | Windorf              | 4.809                | 56,90            |

Gminy (pozostałe):
| Lp. | Nazwa gminy          | Ludność (31.12.2011) | Powierzchnia km² |
| --- | -------------------- | -------------------- | ---------------- |
| 1   | Aicha vorm Wald      | 2.496                | 20,30            |
| 2   | Aldersbach           | 4.301                | 45,80            |
| 3   | Bad Füssing          | 6.898                | 55,00            |
| 4   | Beutelsbach          | 1.140                | 20,40            |
| 5   | Breitenberg          | 2.173                | 29,90            |
| 6   | Büchlberg            | 4.129                | 28,10            |
| 7   | Fürstenstein         | 3.375                | 19,30            |
| 8   | Haarbach             | 2.543                | 47,70            |
| 9   | Kirchham             | 2.373                | 18,50            |
| 10  | Malching             | 1.286                | 25,20            |
| 11  | Neuburg am Inn       | 4.249                | 41,80            |
| 12  | Neuhaus am Inn       | 3.682                | 30,90            |
| 13  | Neukirchen vorm Wald | 2.711                | 24,30            |
| 14  | Ruderting            | 3.051                | 13,00            |
| 15  | Salzweg              | 6.585                | 31,90            |
| 16  | Sonnen               | 1.447                | 16,50            |
| 17  | Tettenweis           | 1.698                | 28,70            |
| 18  | Thyrnau              | 4.235                | 33,70            |
| 19  | Tiefenbach           | 6.693                | 49,70            |
| 20  | Witzmannsberg        | 1.729                | 18,70            |

Wspólnoty administracyjne:
| Lp. | Nazwa wspólnoty administracyjnej       | Ludność (31.12.2011) | Powierzchnia km² | Liczba gmin |
| --- | -------------------------------------- | -------------------- | ---------------- | ----------- |
| 1   | Verwaltungsgemeinschaft Aidenbach      | 4.250                | 37,50            | 2           |
| 2   | Verwaltungsgemeinschaft Rotthalmünster | 6.271                | 69,77            | 2           |
| 3   | Verwaltungsgemeinschaft Tittling       | 5.361                | 39,52            | 2           |

## Demografia
Dane o ludności z 31 grudnia 2008:
| Opis                                | Ogółem  | Ogółem | Kobiety | Kobiety | Mężczyźni | Mężczyźni |
| ----------------------------------- | ------- | ------ | ------- | ------- | --------- | --------- |
| Jednostka                           | osób    | %      | osób    | %       | osób      | %         |
| Populacja                           | 187 965 | 100    | 95 523  | 50,82   | 92 442    | 49,18     |
| Wiek przedprodukcyjny (0–17 lat)    | 33 992  | 18,08  | 16 420  | 8,74    | 17 572    | 9,35      |
| Wiek produkcyjny (18–65 lat)        | 117 044 | 62,27  | 57 841  | 30,77   | 59 203    | 31,5      |
| Wiek poprodukcyjny (powyżej 65 lat) | 36 929  | 19,65  | 21 262  | 11,31   | 15 667    | 8,34      |

## Kreistag
|                          |                                    | 2002    | 2002    | 2002    | 2008    | 2008    | 2008    |
| miejsca                  | %                                  | głosy   | miejsca | %       | głosy   |         |         |
| ------------------------ | ---------------------------------- | ------- | ------- | ------- | ------- | ------- | ------- |
|                          | CSU                                | 31      | 43,2%   | 39 266  | 31      | 42,2%   | 37 006  |
|                          | SPD                                | 15      | 21,1%   | 19 149  | 12      | 16,8%   | 14 721  |
|                          | Freie Wählergemeinschaft           | 6       | 8,5%    | 7691    | 7       | 9,8%    | 8585    |
|                          | Überparteiliche Wählergemeinschaft | 5       | 8,0%    | 7228    | 6       | 8,3%    | 7248    |
|                          | Zieloni                            | 3       | 4,2%    | 3775    | 4       | 6,0%    | 5269    |
|                          | Bürgerunion                        | 4       | 6,0%    | 5468    | 4       | 6,0%    | 5240    |
|                          | ödp/Parteifreie Umweltschützer     | 4       | 5,7%    | 5138    | 4       | 5,9%    | 5185    |
|                          | REP                                | 1       | 2,0%    | 1843    | 1       | 2,6%    | 2273    |
|                          | FDP                                | 1       | 1,4%    | 1290    | 1       | 2,5%    | 2158    |
|                          |                                    | 70      | 100%    | 90 848  | 70      | 100%    | 87 685  |
| uprawnieni do głosowania | uprawnieni do głosowania           | 145 514 | 145 514 | 145 514 | 150 265 | 150 265 | 150 265 |
| głosy ważne              | głosy ważne                        | 90 848  | 90 848  | 90 848  | 87 685  | 87 685  | 87 685  |
| głosy nieważne           | głosy nieważne                     | 5406    | 5406    | 5406    | 5220    | 5220    | 5220    |
| frekwencja               | frekwencja                         | 66,1%   | 66,1%   | 66,1%   | 61,8%   | 61,8%   | 61,8%   |